# Kantonsspital Aarau
Die Kantonsspital Aarau AG (KSA) ist ein Krankenhaus im Kanton Aargau in der Schweiz. Es befindet sich in der Stadt Aarau und ist das grösste Krankenhaus des Kantons. Das Kantonsspital ist eine Aktiengesellschaft im Besitz des Kantons Aargau und zählt rund 4'600 Mitarbeiter.

## Tätigkeiten
Das Kantonsspital Aarau deckt alle medizinischen Spezialgebiete ab und umfasst ein medizinisches Leistungsangebot, das von der Grundversorgung über die spezialisierte bis hin zur Hochspezialisierten Medizin reicht. Jährlich werden rund 27'500 stationäre Patienten behandelt. Zudem werden über 690'000 ambulante Behandlungen und Konsultationen durchgeführt.

## Geschichte
Das Kantonsspital Aarau wurde 1887 gegründet und bestand bei der Eröffnung aus 9 Pavillons und Baracken. Darin befanden sich 190 Betten für Kinder und Erwachsene und 40 Betten für Gebärende. Die Kantonale Krankenanstalt Aarau, wie das Kantonsspital damals hiess, umfasste 43 Mitarbeitende, davon 4 Ärzte, 1 Verwalter, 3 Geistliche, 17 Pflegende, 18 Dienstpersonen und betreute 1484 Patienten. Gründer und erster Direktor war Heinrich Bircher. Das Vorgängerspital des KSA war in den alten Räumlichkeiten des Klosters Königsfelden untergebracht, das sich schlecht dafür eignete. Bircher hatte sich dafür eingesetzt, dass der Grosse Rat am 22. März 1882 den Bau einer neuen Krankenanstalt beschloss. Das KSA hat zahlreiche Pionierleistungen hervorgebracht. Nach dem Bau des ersten Operationshauses 1892 betrieb das Kantonsspital Aarau als eines der ersten Spitäler weltweit bereits 1896 eine Röntgenanlage, ein halbes Jahr nach der Entdeckung der Röntgenstrahlen.
Das ursprüngliche Spital beruhte auf einem Pavillonkonzept. Um die Infektionsgefahr vorzubeugen, baute man etliche, möglichst weit voneinander entfernte Pavillons und Baracken, die symmetrisch zu einer Nord-Süd-Achse ausgerichtet waren. Das Haus 22 war dabei das zentrale Verwaltungs- und Empfangsgebäude und ist das einzige der ursprünglichen Gebäude von 1887, das heute noch steht. Das Areal, das so gross ist wie die Aarauer Altstadt, bot jahrzehntelang genug Platz für weitere Bauten. Allerdings lief die Distanz zwischen den Gebäuden der modernen Medizin zuwider, wo viele Funktionen auf engem Raum zusammenkommen müssen, weshalb mit dem sogenannten «Horizontprojekt» 1970 eine radikale Umgestaltung stattfand. 1975 wurde das grosse Zentralgebäude (Haus 1) mit sechs Operationsräumen, Zentrallabor, Intensivstation und einem achtstöckigen Hochhaus mit 240 Betten eröffnet. In einer zweiten Etappe wurden 1982 die neuen Versorgungsbetriebe mit Küche, Zentrallager, Spitalapotheke, Werkstätten und Versorgungskanälen in Betrieb genommen. Für weitere 100 Millionen bekam das Haus 1 1992 an seiner Ost- und Westseite je einen weissen, schachtelartigen Anbau, in dem weitere für die Zusammenarbeit relevante Bereiche eingegliedert wurden. Alle übrigen Bereiche mussten in den um das Zentralgebäude verstreuten Häusern bleiben.
Weitere Neubauten sind das Haus 2a, das 1988 in Betrieb genommen wurde, sowie das 1997 eröffnete Haus 7, das damals das erste Akutspital der Schweiz war, bei dem jedes Patientenbett direkt an einem Fenster steht.
Seit 2004 wird das Kantonsspital Aarau in der Rechtsform als Gemeinnützige Aktiengesellschaft geführt. Die Spital Zofingen AG war ab 2011 eine Tochtergesellschaft der KSA AG. Am 12. Dezember 2024 wurde bekannt, dass das Spital Zofingen ab dem 12. Dezember 2024 Teil des Swiss Medical Network wird.

## Standort KSA am Bahnhof
Seit 2012 betreibt das KSA am Bahnhof Aarau das KSA am Bahnhof sowie das KSA Praxiszentrum am Bahnhof. Das KSA am Bahnhof ist eine Multiklinik mit vielseitigem medizinischem Angebot. Neben der Frauen- und Kinderarztpraxis sowie einem Physiotherapieangebot befinden sich in den Räumlichkeiten der Multiklinik die Fachdisziplinen Dermatologie und Allergologie, Bauchchirurgie (Viszeralchirurgie), Kardiologie, Reisemedizin und die AestheticClinic.
Das KSA Praxiszentrum am Bahnhof Aarau ist eine Walk-in Praxis für nicht lebensbedrohliche Notfälle und dringliche medizinische Anliegen. Ausserdem bietet das Praxiszentrum Patienten, die keinen Hausarzt haben, eine hausärztliche Grundversorgung an.

## Nahverkehr
Das Kantonspital hat eine halbstündige Verbindung zum Bahnhof Aarau sowie zum Suhr Bahnhof von der Haltestelle Kantonsspital. etwa 350 Meter vom Spital ist die Haltestelle Bavaria die von der Linie 4 und Linie 1 im Viertelstündigen (HVZ Linie 1 7,5 Min Takt) bedient wird.
Ab dem Fahrplanwechsel 2026 ist vorgesehen zwischen dem Bahnhof Aarau und Kantonsspital einen Viertelstundentakt
Ab der Haltestelle Kantonsspital.
- 6 Suhr Bahnhof – Kantonsspital Aarau – Aarau Bahnhof – Aarau Wöschnauring

Ab der Haltestelle Bavaria
- 1 Buchs Wynenfeld – Bavaria – Aarau Bahnhof – Rombach – Küttigen Kreuz
- 4 Suhr Bahnhof – Bavaria – Aarau Bahnhof – Scheibenschachen – Biberstein Ihegi

Nachtbusse an Wochenenden ab Bavaria
Ab Bavaria werden auch diverse Nachtbusse angeboten nach Aarau und Lenzburg. N24 bedient Bavaria nur nach Aarau. Nach Menziken muss man die Haltestelle Torfeld benutzen.
- N24 Menziken – Reinach – Gränichen – Suhr – Bavaria – Aarau Bahnhof
- N94 Lenzburg Bahnhof – Schafisheim – Rupperswil – Aarau Rohr – Buchs AG – Bavaria – Aarau Bahnhof